# Liste der Nummer-eins-Hits in der Schweiz (1983)
Dies ist eine Liste der Nummer-eins-Hits in der Schweiz im Jahr 1983. Sie basiert auf den Singlecharts der offiziellen Schweizer Hitparade. Bis zur Chartwoche vom 30. Oktober wurden Top 15 ermittelt, ab 6. November wurden sie auf Top 30 erweitert. Es gab in diesem Jahr 16 Nummer-eins-Singles. In der ersten Novemberwoche wurden erstmals auch Albumcharts eingeführt, bei diesen gab es im Jahr 1983 noch zwei Nummer-eins-Alben.

## Singles
| ← 1982 ← | Liste der Nummer-eins-Hits in der Schweiz | Liste der Nummer-eins-Hits in der Schweiz | Liste der Nummer-eins-Hits in der Schweiz | 1984 →                    |
| \| Zeitraum \| Wo. ges. \| Interpret \| Titel Autor(en) \| Zusätzliche Informationen \| \| (Zeitraum, Wochen auf Platz eins, Interpret, Titel, Autor[en], zusätzliche Informationen) \| \| \| \| \| \| ----------------------------------------------------------------------------------------- \| -------- \| --------------- \| --------------------------------------------------------------------------------------------------------------------------------------------------------- \| ------------------------- \| \| 12. Dezember 1982 – 15. Januar 1983 5 Wochen (insgesamt 6) \| 6 \| Culture Club \| Do You Really Want to Hurt Me George Alan O’Dowd, Jonathan Aubrey Moss, Roy Ernest Hay, Michael Emile Craig \| – \| \| 16. Januar 1983 – 22. Januar 1983 1 Woche \| 1 \| Musical Youth \| Pass the Dutchie Headley George Bennett, Jackie Mittoo, Robbie Lyn, Leroy Sibbles, Lloyd Anthony Ferguson, Fitzroy Ogilvie Simpson, Huford Benjamin Brown \| – \| \| 23. Januar 1983 – 29. Januar 1983 1 Woche (insgesamt 6) \| 6 \| Culture Club \| Do You Really Want to Hurt Me George Alan O’Dowd, Jonathan Aubrey Moss, Roy Ernest Hay, Michael Emile Craig \| – \| \| 30. Januar 1983 – 12. Februar 1983 2 Wochen \| 2 \| Eddy Grant \| I Don’t Wanna Dance Edmond Montague Grant \| – \| \| 13. Februar 1983 – 19. März 1983 5 Wochen \| 5 \| Peter Schilling \| Major Tom (völlig losgelöst) Pierre Schilling \| – \| \| 20. März 1983 – 2. April 1983 2 Wochen \| 2 \| Nena \| 99 Luftballons Musik: Jörn Uwe Fahrenkrog-Petersen; Text: Carlo Karges \| – \| \| 3. April 1983 – 16. April 1983 2 Wochen \| 2 \| Toto Cutugno \| L’italiano Salvatore Cutugno, Text: Cristiano Minellono \| – \| \| 17. April 1983 – 7. Mai 1983 3 Wochen \| 3 \| Michael Jackson \| Billie Jean Michael Joe Jackson, Bernard Belle, Teddy Riley, Rod Temperton \| – \| \| 8. Mai 1983 – 21. Mai 1983 2 Wochen \| 2 \| David Bowie \| Let’s Dance Johnny D. Rodriguez, David Bowie, Kirk Khaleel, Bryce P. Wilson \| – \| \| 22. Mai 1983 – 18. Juni 1983 4 Wochen \| 4 \| Geier Sturzflug \| Bruttosozialprodukt Friedel Geratsch, Reinhard Baierle \| – \| \| 19. Juni 1983 – 9. Juli 1983 3 Wochen \| 3 \| Robin Gibb \| Juliet Maurice Ernest Gibb, Robin Hugh Gibb \| – \| \| 10. Juli 1983 – 6. August 1983 4 Wochen \| 4 \| Irene Cara \| Flashdance … What a Feeling Musik: Giorgio Moroder; Text: Keith Forsey, Irene Cara \| – \| \| 7. August 1983 – 20. August 1983 2 Wochen \| 2 \| Mike Oldfield \| Moonlight Shadow Michael Gordon Oldfield \| – \| \| 21. August 1983 – 3. September 1983 2 Wochen \| 2 \| Righeira \| Vamos a la playa Musik: Stefano Righi, Carmelo La Bionda; Text: Stefano Righi \| – \| \| 4. September 1983 – 17. September 1983 2 Wochen \| 2 \| Mike Oldfield \| Moonlight Shadow Michael Gordon Oldfield \| – \| \| 18. September 1983 – 15. Oktober 1983 4 Wochen \| 4 \| Gazebo \| I Like Chopin Musik: Pierluigi Giombini; Text: Paul Mazzolini \| – \| \| 16. Oktober 1983 – 29. Oktober 1983 2 Wochen \| 2 \| Elton John \| I’m Still Standing Musik: Elton John; Text: Bernie Taupin \| – \| \| 30. Oktober 1983 – 3. Dezember 1983 5 Wochen \| 5 \| Culture Club \| Karma Chameleon George Alan O’Dowd, Jonathan Aubrey Moss, Michael Emile Craig, Roy Ernest Hay \| – \| \| 4. Dezember 1983 – 7. Januar 1984 5 Wochen \| 5 \| Paul Young \| Come Back and Stay Jack N. Lee \| – \| |                                           |                                           | |                           |
| ← 1982 |                                           |                                           | | → 1984 →                  |
| Zeitraum | Wo. ges.                                  | Interpret                                 | Titel Autor(en) | Zusätzliche Informationen |
| (Zeitraum, Wochen auf Platz eins, Interpret, Titel, Autor[en], zusätzliche Informationen) |                                           |                                           | |                           |
| 12. Dezember 1982 – 15. Januar 1983 5 Wochen (insgesamt 6) | 6                                         | Culture Club                              | Do You Really Want to Hurt Me George Alan O’Dowd, Jonathan Aubrey Moss, Roy Ernest Hay, Michael Emile Craig                                               | –                         |
| 16. Januar 1983 – 22. Januar 1983 1 Woche | 1                                         | Musical Youth                             | Pass the Dutchie Headley George Bennett, Jackie Mittoo, Robbie Lyn, Leroy Sibbles, Lloyd Anthony Ferguson, Fitzroy Ogilvie Simpson, Huford Benjamin Brown | –                         |
| 23. Januar 1983 – 29. Januar 1983 1 Woche (insgesamt 6) | 6                                         | Culture Club                              | Do You Really Want to Hurt Me George Alan O’Dowd, Jonathan Aubrey Moss, Roy Ernest Hay, Michael Emile Craig                                               | –                         |
| 30. Januar 1983 – 12. Februar 1983 2 Wochen | 2                                         | Eddy Grant                                | I Don’t Wanna Dance Edmond Montague Grant | –                         |
| 13. Februar 1983 – 19. März 1983 5 Wochen | 5                                         | Peter Schilling                           | Major Tom (völlig losgelöst) Pierre Schilling | –                         |
| 20. März 1983 – 2. April 1983 2 Wochen | 2                                         | Nena                                      | 99 Luftballons Musik: Jörn Uwe Fahrenkrog-Petersen; Text: Carlo Karges                                                                                    | –                         |
| 3. April 1983 – 16. April 1983 2 Wochen | 2                                         | Toto Cutugno                              | L’italiano Salvatore Cutugno, Text: Cristiano Minellono                                                                                                   | –                         |
| 17. April 1983 – 7. Mai 1983 3 Wochen | 3                                         | Michael Jackson                           | Billie Jean Michael Joe Jackson, Bernard Belle, Teddy Riley, Rod Temperton                                                                                | –                         |
| 8. Mai 1983 – 21. Mai 1983 2 Wochen | 2                                         | David Bowie                               | Let’s Dance Johnny D. Rodriguez, David Bowie, Kirk Khaleel, Bryce P. Wilson                                                                               | –                         |
| 22. Mai 1983 – 18. Juni 1983 4 Wochen | 4                                         | Geier Sturzflug                           | Bruttosozialprodukt Friedel Geratsch, Reinhard Baierle | –                         |
| 19. Juni 1983 – 9. Juli 1983 3 Wochen | 3                                         | Robin Gibb                                | Juliet Maurice Ernest Gibb, Robin Hugh Gibb | –                         |
| 10. Juli 1983 – 6. August 1983 4 Wochen | 4                                         | Irene Cara                                | Flashdance … What a Feeling Musik: Giorgio Moroder; Text: Keith Forsey, Irene Cara                                                                        | –                         |
| 7. August 1983 – 20. August 1983 2 Wochen | 2                                         | Mike Oldfield                             | Moonlight Shadow Michael Gordon Oldfield | –                         |
| 21. August 1983 – 3. September 1983 2 Wochen | 2                                         | Righeira                                  | Vamos a la playa Musik: Stefano Righi, Carmelo La Bionda; Text: Stefano Righi                                                                             | –                         |
| 4. September 1983 – 17. September 1983 2 Wochen | 2                                         | Mike Oldfield                             | Moonlight Shadow Michael Gordon Oldfield | –                         |
| 18. September 1983 – 15. Oktober 1983 4 Wochen | 4                                         | Gazebo                                    | I Like Chopin Musik: Pierluigi Giombini; Text: Paul Mazzolini                                                                                             | –                         |
| 16. Oktober 1983 – 29. Oktober 1983 2 Wochen | 2                                         | Elton John                                | I’m Still Standing Musik: Elton John; Text: Bernie Taupin                                                                                                 | –                         |
| 30. Oktober 1983 – 3. Dezember 1983 5 Wochen | 5                                         | Culture Club                              | Karma Chameleon George Alan O’Dowd, Jonathan Aubrey Moss, Michael Emile Craig, Roy Ernest Hay                                                             | –                         |
| 4. Dezember 1983 – 7. Januar 1984 5 Wochen | 5                                         | Paul Young                                | Come Back and Stay Jack N. Lee | –                         |

## Alben
| ← 1982 ← | Liste der Nummer-eins-Hits in der Schweiz | Liste der Nummer-eins-Hits in der Schweiz | Liste der Nummer-eins-Hits in der Schweiz | 1984 →                    |
| \| Zeitraum \| Wo. ges. \| Interpret \| Titel \| Zusätzliche Informationen \| \| (Zeitraum, Wochen auf Platz eins, Interpret, Titel, zusätzliche Informationen) \| \| \| \| \| \| ------------------------------------------------------------------------------ \| -------- \| --------------- \| ------------ \| ------------------------- \| \| 6. November 1983 – 24. Dezember 1983 7 Wochen \| 7 \| (Soundtrack) \| Flashdance \| – \| \| 25. Dezember 1983 – 21. Januar 1984 4 Wochen \| 4 \| Rondò Veneziano \| Venezia 2000 \| – \| |                                           |                                           |                                           |                           |
| ← 1982 |                                           |                                           |                                           | → 1984 →                  |
| Zeitraum | Wo. ges.                                  | Interpret                                 | Titel                                     | Zusätzliche Informationen |
| (Zeitraum, Wochen auf Platz eins, Interpret, Titel, zusätzliche Informationen) |                                           |                                           |                                           |                           |
| 6. November 1983 – 24. Dezember 1983 7 Wochen | 7                                         | (Soundtrack)                              | Flashdance                                | –                         |
| 25. Dezember 1983 – 21. Januar 1984 4 Wochen | 4                                         | Rondò Veneziano                           | Venezia 2000                              | –                         |

## Jahreshitparade
| ← 1982 ← | Liste der Nummer-eins-Hits in der Schweiz                                                                                         | Liste der Nummer-eins-Hits in der Schweiz | Liste der Nummer-eins-Hits in der Schweiz | 1984 →   |
| \| Position# \| Singles \| \| --------- \| --------------------------------------------------------------------------------------------------------------------------------- \| \| 1 \| Flashdance … What a Feeling Irene Cara Musik: Giorgio Moroder; Text: Keith Forsey, Irene Cara \| \| 2 \| Moonlight Shadow Mike Oldfield Michael Gordon Oldfield \| \| 3 \| I Like Chopin Gazebo Musik: Pierluigi Giombini; Text: Paul Mazzolini \| \| 4 \| Major Tom (völlig losgelöst) Peter Schilling Pierre Schilling \| \| 5 \| Karma Chameleon Culture Club George Alan O’Dowd, Jonathan Aubrey Moss, Michael Emile Craig, Roy Ernest Hay, Philip Stuart Pickett \| \| 6 \| 99 Luftballons Nena Musik: Jörn Uwe Fahrenkrog-Petersen; Text: Carlo Karges \| \| 7 \| Billie Jean Michael Jackson Michael Joe Jackson, Bernard Belle, Teddy Riley, Rod Temperton \| \| 8 \| L’italiano Toto Cutugno Musik: Salvatore Cutugno; Text: Cristiano Minellono \| \| 9 \| Codo … düse im Sauseschritt Tauchen-Prokopetz (DÖF) Manfred Tauchen, Josef Prokopetz, Annette Humpe, Georg Januszewski \| \| 10 \| Let’s Dance David Bowie Johnny D. Rodriguez, David Bowie, Kirk Khaleel, Bryce P. Wilson \| | |                                           |                                           |          |
| ← 1982 | |                                           |                                           | → 1984 → |
| Position# | Singles |                                           |                                           |          |
| 1 | Flashdance … What a Feeling Irene Cara Musik: Giorgio Moroder; Text: Keith Forsey, Irene Cara                                     |                                           |                                           |          |
| 2 | Moonlight Shadow Mike Oldfield Michael Gordon Oldfield                                                                            |                                           |                                           |          |
| 3 | I Like Chopin Gazebo Musik: Pierluigi Giombini; Text: Paul Mazzolini                                                              |                                           |                                           |          |
| 4 | Major Tom (völlig losgelöst) Peter Schilling Pierre Schilling                                                                     |                                           |                                           |          |
| 5 | Karma Chameleon Culture Club George Alan O’Dowd, Jonathan Aubrey Moss, Michael Emile Craig, Roy Ernest Hay, Philip Stuart Pickett |                                           |                                           |          |
| 6 | 99 Luftballons Nena Musik: Jörn Uwe Fahrenkrog-Petersen; Text: Carlo Karges                                                       |                                           |                                           |          |
| 7 | Billie Jean Michael Jackson Michael Joe Jackson, Bernard Belle, Teddy Riley, Rod Temperton                                        |                                           |                                           |          |
| 8 | L’italiano Toto Cutugno Musik: Salvatore Cutugno; Text: Cristiano Minellono                                                       |                                           |                                           |          |
| 9 | Codo … düse im Sauseschritt Tauchen-Prokopetz (DÖF) Manfred Tauchen, Josef Prokopetz, Annette Humpe, Georg Januszewski            |                                           |                                           |          |
| 10 | Let’s Dance David Bowie Johnny D. Rodriguez, David Bowie, Kirk Khaleel, Bryce P. Wilson                                           |                                           |                                           |          |